# خواكين روكا ري
خواكين روكا ري (بالإسبانية: Joaquín Roca Rey)‏ هو نحات بيروفي، ولد في 27 يناير 1923 في ليما في بيرو، وتوفي في 2004.